# Покрамович, Дмитрий Семёнович
Дмитрий Семёнович Покрамович (1921—1945) — советский офицер, фронтовой разведчик в годы Великой Отечественной войны, Герой Советского Союза (2.11.1944). Старший лейтенант.

## Биография
Родился 28 декабря 1921 года в деревне Иваново ныне Невельского района Псковской области. Позже его семья переехала в Ленинград. Там Дмитрий работал шофером.
В сентябре 1940 года он был призван в Красную Армию. Направлен на службу в Заполярье, служил механиком на главной базе Северного флота Полярный. 
Участник Великой Отечественной войны с июня 1941 года. В начале июля направлен на сухопутный фронт и участвовал в обороне Заполярья. Начал воевать красноармейцем, в сентябре 1941 года за отвагу в боях ему присвоили звание сержанта и назначили командиром отделения. В одном из боёв в декабре 1941 года заменил убитого командира разведывательного взвода. Был утверждён в этой должности 1 января 1942 года, тогда же ему присвоили звание младшего лейтенанта. Был дважды ранен. Член ВКП(б) с 1942 года.
Под его командованием взвод разгромил несколько опорных пунктов обороны противника с захватом пленных. В декабре 1943 года назначен командиром 35-й отдельной разведывательной роты 14-й стрелковой дивизии. Под его командованием было проведено несколько успешных боевых и разведывательных операций, в том числе с глубокими рейдами по тундре в немецкий тыл.
Командир разведроты старший лейтенант Д. С. Покрамович особенно отличился во время Петсамо-Киркенесской наступательной операции. На подступах в городу Киркенес (Норвегия) 24 октября 1944 года Покрамович с группой разведчиков, действуя впереди советских войск, выбил противника из населённых пунктов Свартакель, Тюведалин, Эстмо, вышел к восточному берегу залива Бёк-фьорд и на подручных плавсредствах форсировал его. 26 октября двадцать разведчиков под командованием Покрамовича захватили и потопили немецкий тральщик, взяв в плен его экипаж.
Указом Президиума Верховного Совета СССР от 2 ноября 1944 года за образцовое выполнение боевых заданий командования и проявленные при этом мужество и героизм старшему лейтенанту Покрамовичу Дмитрию Семёновичу присвоено звание Героя Советского Союза с вручением ордена Ленина.
За отличия в Петсамо-Киркинесской операции 14-я стрелковая дивизия получила гвардейское звание и была переименована в 101-ю гвардейскую стрелковую дивизию, а 35-я отдельная разведрота Дмитрия Покрамовича стала 111-й отдельной гвардейской разведротой. В феврале 1945 года дивизия прибыла в состав 40-го гвардейского стрелкового корпуса 19-й армии на 2-й Белорусский фронт. Там Д. Покрамович участвовал в Восточно-Померанской наступательной операции.
Погиб Дмитрий Семёнович в бою 14 марта 1945 года. Первоначально был похоронен на центральной площади города Вейхерово. Позднее перезахоронен на мемориальном кладбище советских воинов в Гданьске.

## Награды и звания
- Герой Советского Союза (2.11.1944);
- орден Ленина (2.11.1944);
- два ордена Красного Знамени (29.06.1943, 19.09.1943);
- орден Александра Невского (29.04.1944);
- орден Отечественной войны 1-й степени (18.04.1945, посмертно).